# Deutsch-österreichisches Feingefühl
DÖF (Deutsch-Österreichisches Feingefühl), var ett tyskt-österrikiskt band.
DÖF:s medlemmar var Joesi Prokopetz, Manfred O. "Fredi" Tauchen, Annette Humpe (Ideal, Ich & Ich) och Inga Humpe (Neonbabies, 2raumwohnung). DÖF var ett band inom Neue Deutsche Welle. DÖF:s största framgång kom 1983 med låten Codo (förkortning för Cosmischer Dolm) som låg etta i Tyskland under fem veckor och sålde 1,2 miljoner exemplar. Låten är mer känd under refrängen  "Ich düse, düse, düse, düse im Sauseschritt...".

## Diskografi
Album
- 1983: DÖF
- 1985: Tag und Nacht

Singlar
- 1983: "Codo … düse im Sauseschritt"
- 1983: "Cojdoj – The Flying Schissel"
- 1983: "Taxi"
- 1984: "Love Me"
- 1984: "Uh-Uh-Uh mir bleibt die Luft weg"
- 1985: "Tag und Nacht"